# 費爾維尤鎮區 (內布拉斯加州霍爾特縣)
費爾維尤鎮區（英語：Fairview Township）是位於美國內布拉斯加州霍爾特縣的一個行政鎮區。

## 地方資料
費爾維尤鎮區的面積為139.48平方千米，當中陸地面積為139.13平方千米，而水域面積為0.00平方千米。根據2020年美國人口普查的數據，當地共有人口35人，而人口密度為每平方千米0.25人。